# شاهدخت ماری گاسپارین
پرنسس ماری گاسپارین ساکس آلتنبورگ (ماری گاسپارین آمالی آنتوانت کارولین الیزابت لوئیز؛ ۲۸ ژوئن ۱۸۴۵ – ۵ ژوئیه ۱۹۳۰) دختر شاهزاده ادوارد ساکس آلتنبورگ و همسرش پرنسس لوئیز کارولین روس از گریز بود. او همسر چارلز گونتیه، شاهزاده شوارتسبورگ-زوندرزهاوزن بود.

## ازدواج
ماری در ابتدا به عنوان همسر بالقوه آلبرت ادوارد، شاهزاده ولز، پسر بزرگ و وارث ملکه ویکتوریا در نظر گرفته شد. یک روزنامه لندن حدس زد (گویا از «منابع معتبر») که انتخاب‌های شاهزاده فقط به هفت زن محدود شده بود که همگی از خون سلطنتی کافی برخوردار بودندهمچنین پیروان آیین پروتستان و همسن وی یا کوچکتر از او بودند. برخی از نامزدهای دیگر عبارتند از: ماری هلند، الیزابت وید، آنا از هسه-دارمشتات، الکساندرین پروس، الکساندرای دانمارک، ویلهلمین از وورتمبرگ، کاترین اولدنبورگ و آگوستا از شلسویگ-هولشتاین. با این حال ماری از این لیست حذف شد، زیرا او «به‌طور تکان دهنده ای لباس پوشیده و همیشه با ناپسند ترینمادرش بود» و شاهزاده ولز سرانجام در سال ۱۸۶۳ با الکساندرا از دانمارک ازدواج کرد.
در ۱۲ ژوئن ۱۸۶۹، ماری با چارلز گونتیه، شاهزاده موروثی شوارتسبورگ-سوندرسهاوزن در آلتنبورگ ازدواج کرد. چارلز در ۱۷ ژوئیه ۱۸۸۰ جانشین پدر شد و ماری شاهزاده خانم شوارتزبورگ-زوندرزهاوزن شد. عدم موفقیت آنها در بچه دار شدن به معنای پایان یافتن خاندان شوارتسبورگ-سوندرسهاوزن بود. پسر عموی چارلز گونتیه، ویکتور در سال ۱۹۰۹ جانشین وی شد.
ماری گاسپارین در ۵ ژوئیه ۱۹۳۰ در زوندرهاوزن، جمهوری ویمار درگذشت.